# Малі сестри Присутності Богоматері
Малі сестри Присутності Богоматері (фр. Petites Sœurs de la Présentation de Notre-Dame) — жіноче згромадження (конгрегація), засноване в 1948 році в Бені (Заїр) для служіння жінкам, сім'ям і робітникам.
Ця конгрегація виникла у провінції Ківу (Демократична Республіка Конго); заснована в жовтні 1948 року. Перелік голів Конгрегації:
- мати Жозефа-Марія Брунен керувала з 1948 по вересень 1964 року
- сестра Марія-Моніка Мезо (1964–1967),
- сестра Марія Касаі (1967–1976)
- сестра Марія-Ірен Мукірана (1976–1988)
- сестра Марія-Надія Кавіра Суасемба (1988–1993)
- сестра Марія Магдалина з Пацці (1993–2005 )
- сестра Франсуаза Катунгу Сіваквірівутва (2005 –).

Сьогодні сестри присутні і в інших єпархіях: Кіншаса, Лубумбаші, Кілва, Вамба. В загальному їхнє число сягає до 300 осіб. Поле діяльності конгрегації: дитячі будинки, пологові будинки, щеплення, санітарна освіта, розвиток общинного керівництва, охорона здоров'я і харчування освіти, катехізації, грамотність.